# 伦特
伦特，是西班牙坎塔布里亚的一个市镇。总面积66平方公里，总人口964人（2001年），人口密度15人/平方公里。